# Lespesia stonei
Lespesia stonei är en tvåvingeart som beskrevs av Curtis W. Sabrosky 1977. Lespesia stonei ingår i släktet Lespesia och familjen parasitflugor. Inga underarter finns listade i Catalogue of Life.